# Lineopsis semonii
Lineopsis semonii är en djurart som tillhör fylumet slemmaskar, och som beskrevs av Staub 1900. Lineopsis semonii ingår i släktet Lineopsis och familjen Lineidae. Inga underarter finns listade i Catalogue of Life.